# La Haute-Beaume
La Haute-Beaume település Franciaországban, Hautes-Alpes megyében. Lakosainak száma 7 fő (2022. január 1.). La Haute-Beaume La Beaume, Montbrand és Val-Maravel községekkel határos.

## Népesség
A település népességének változása:
| Lakosok száma | 6    | 10   | 10   | 10   | 10   | 9    | 9    | 8    | 8    | 7    |
|               | 1968 | 1982 | 1990 | 2006 | 2013 | 2015 | 2017 | 2019 | 2020 | 2022 |